# دوة ميداني
دوة ميداني (بالفارسية: دوه‌میدانی) هي مستوطنة تقع في قسم ورقه الريفي في إيران. يقدر عدد سكانها بـ 44 نسمة .